# 顾瑞
顾瑞（1926年—2014年3月29日），男，江西南昌人，中国耳鼻咽喉科专家，曾任中国人民解放军军医进修学院教授、博士生导师。